# The Gathering (album de Testament)
Pour les articles homonymes, voir The Gathering.
Albums de Testament
Signs of Chaos
(1997) First Strike Still Deadly
(2001)
The Gathering est le huitième album studio du groupe de thrash metal américain Testament. L'album est sorti le 8 juin 1999 sous les labels Spitfire Records et Prosthetic Records.
Par son style, l'album est globalement plus rapide et sonne beaucoup plus thrash que son prédécesseur, Demonic, plus orienté vers un son plus death metal.
La voix du chanteur, Chuck Billy, varie énormément dans cet opus : alors que certains titres sont presque mélodieux, de nombreux titres contiennent des passages en Death Grunt.
The Gathering a atteint la 41e place aux album charts allemands[réf. souhaitée].

## Composition
- Chuck Billy : chant
- Eric Peterson : guitare
- James Murphy : guitare
- Steve DiGiorgio : basse
- Dave Lombardo : batterie

## Liste des morceaux
1. D.N.R. (Do Not Resuscitate) – 3:34
2. Down for Life – 3:23
3. Eyes of Wrath – 5:26
4. True Believer – 3:36
5. Three Days in Darkness – 4:41
6. Legions of the Dead – 2:37
7. Careful What You Wish For – 3:30
8. Riding the Snake – 4:13
9. Allegiance – 2:37
10. Sewn Shut Eyes – 4:15
11. Fall of Sipledome – 4:48
12. Hammer of the Gods - 3:11 (titre instrumental)